# Sant'Angelo della Polvere
Sant'Angelo della Polvere (originalmente llamada Sant'Angelo di Concordia, después Sant'Angelo di contorta y Sant'Angelo di Caotorta) es una isla en la laguna de Venecia, en el canal de contorta, no lejos de Giudecca y la isla de San Giorgio in Alga. Es una propiedad del estado italiano,  tiene una superficie de 0,53 hectáreas y cuenta únicamente con cuatro edificios. 
Desde 1060 se encuentra una iglesia y monasterio inicialmente bajo el control de los hombres benedictinos, y luego por monjas en esta última ocasión dedicado a San Miguel Arcángel, de ahí el nombre.  En 1474 las monjas fueron obligadas a trasladarse al monasterio de la cruz en la Giudecca.
En 1555 la isla recibió su nombre actual, cuando el Senado de la República de Venecia decidió despoblarla debido a su aire no saludable y para instalar en ella un almacén de pólvora. El 29 de agosto de 1689 un rayo cayó sobre la isla, destruyendo todo el complejo. La isla permaneció abandonada por varios años.  